# Ne mutlu Türküm diyene

Der Leitsatz wird oft an Atatürk-Denkmälern angebracht (Bahnhof Sirkeci, Istanbul, 2007)

Ne mutlu Türküm diyene (türkisch für „Glücklich derjenige, der sich als Türke bezeichnet“) ist ein Leitsatz Atatürks, der in der Türkei bis heute vielfach Anwendung findet. Der gesamte Wortlaut wurde von 1933 bis 2013 in türkischen Schulen verwendet. Nach dem allmorgendlichen Singen der Nationalhymne vor dem Unterricht wurde dieser Text als Eid von einem Jungen oder einem Mädchen vorgesprochen und von allen anderen Schülern wiederholt.

## Gesamter Wortlaut
Der komplette Wortlaut ist:
„Türküm, doğruyum, çalışkanım. İlkem, küçüklerimi korumak, büyüklerimi saymak, yurdumu, milletimi, özümden çok sevmektir. Ülküm, yükselmek, ileri gitmektir. Ey büyük Atatürk! Açtığın yolda, gösterdiğin hedefe durmadan yürüyeceğime ant içerim. Varlığım Türk varlığına armağan olsun. Ne mutlu Türküm diyene!“
Ins Deutsche übersetzt bedeutet dies:
„Ich bin Türke, ehrlich und fleißig. Mein Gesetz ist es, meine Jüngeren zu schützen, meine Älteren zu achten, meine Heimat und meine Nation mehr zu lieben als mich selbst. Mein Ideal ist es aufzusteigen, voranzugehen. O großer Atatürk! Ich schwöre, dass ich unaufhaltsam auf dem von dir eröffneten Weg zu dem von dir gezeigten Ziel streben werde. Mein Dasein soll der türkischen Existenz ein Geschenk sein. Wie glücklich derjenige, der sagt ,Ich bin Türke‘!“

## Deutungen und Übersetzungen
Die offizielle Deutung des Satzes bezieht sich ausschließlich auf die Staatsbürgerschaft. Glücklich ist, wer sich Türke nennt, und nicht, wer Türke ist. Dies sollte auch Bürger mit anderer Herkunft umfassen. Die staatliche Praxis lief aber häufig darauf hinaus, die Existenz minoritärer Ethnien zu leugnen.